# La Vajol
La Vajol (spanisch La Bajol) ist eine katalanische Gemeinde (municipio) mit 96 Einwohnern (Stand: 2024) in der Provinz Girona im Nordosten Spaniens. Sie liegt in der Comarca Alt Empordà. 

## Lage
La Vajol liegt etwa 51 Kilometer nördlich von Girona auf einer Höhe von ca. 545 m an der Grenze zu Frankreich.  

## Bevölkerungsentwicklung
| Jahr      | 1960 | 1970 | 1981 | 1991 | 2001 | 2011 | 2021 |
| Einwohner | 132  | 83   | 70   | 69   | 93   | 87   | 89   |

## Sehenswürdigkeiten

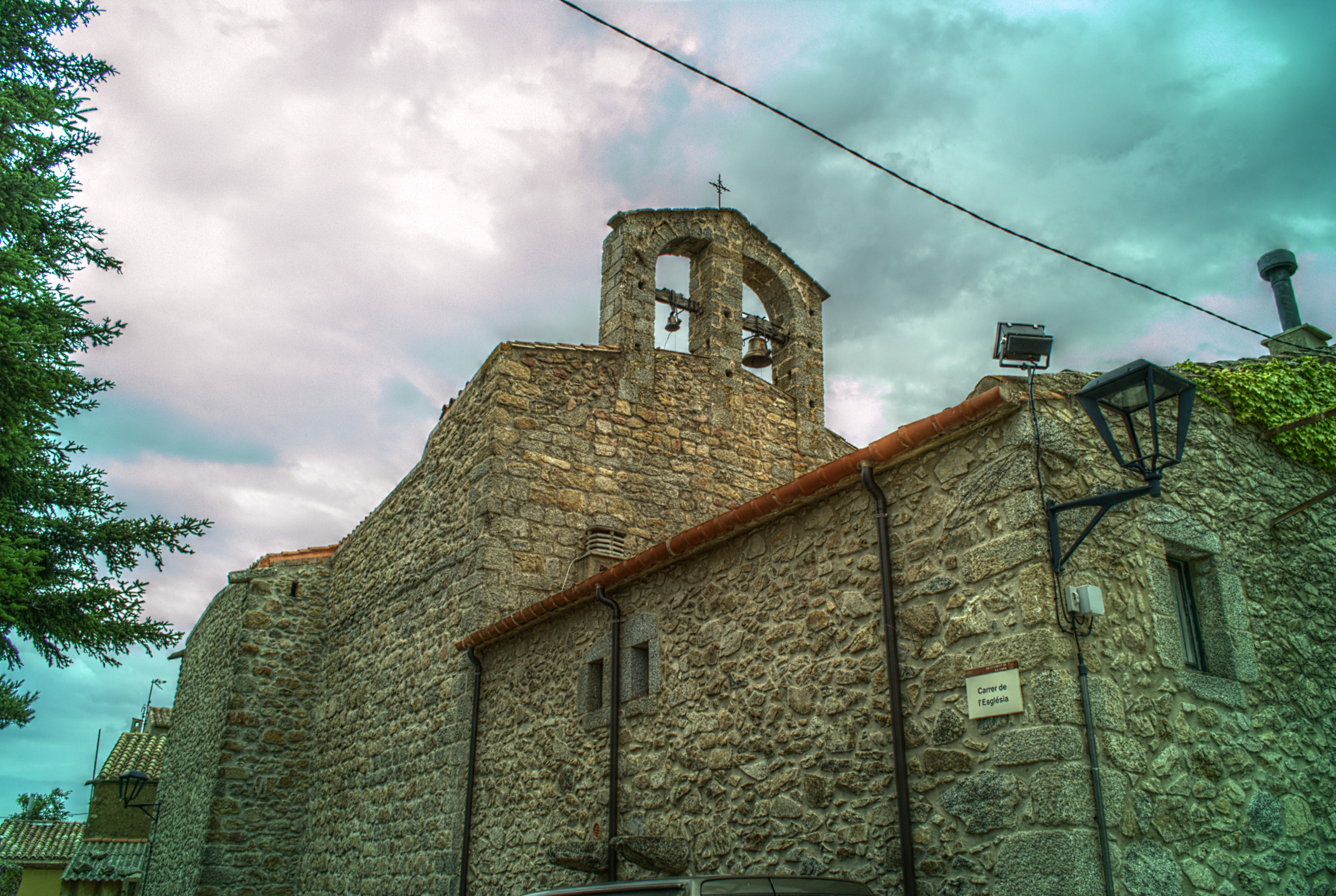
Martinskirche

- Martinskirche